# Mosaïque de Magerius
La mosaïque de Magerius, appelée aussi mosaïque de Smirat ou mosaïque de la chasse à l'amphithéâtre, est une mosaïque romaine datée du IIIe siècle et découverte à Smirat (délégation de Moknine). Elle est conservée au musée archéologique de Sousse et est un précieux témoin de l'organisation des jeux qui se déroulaient dans les amphithéâtres.

## Histoire et localisation

### Histoire antique
La mosaïque est datée du deuxième quart du IIIe siècle, des années 235-250 (voire 240-250) selon Azedine Beschaouch, à partir d'une étude de la coiffure du personnage principal.

### Redécouverte
La mosaïque est découverte de manière fortuite en 1962 au lieudit Oglat Beni Khira, à Smirat dans la délégation de Moknine, la région des anciennes Hadrumète (Sousse) et Thysdrus (El Jem). Le site de Smirat n'est pas identifié à une localité antique.

## Description
La mosaïque est importante car elle raconte à la fois par les images et le texte une journée de jeux d'amphithéâtre,.

### Composition
La mosaïque, constituée de tesselles de marbre, se présente sous la forme de scènes avec des images et des textes. Le panneau central mesure 4,20 mètres sur 2,20.

### Description des images

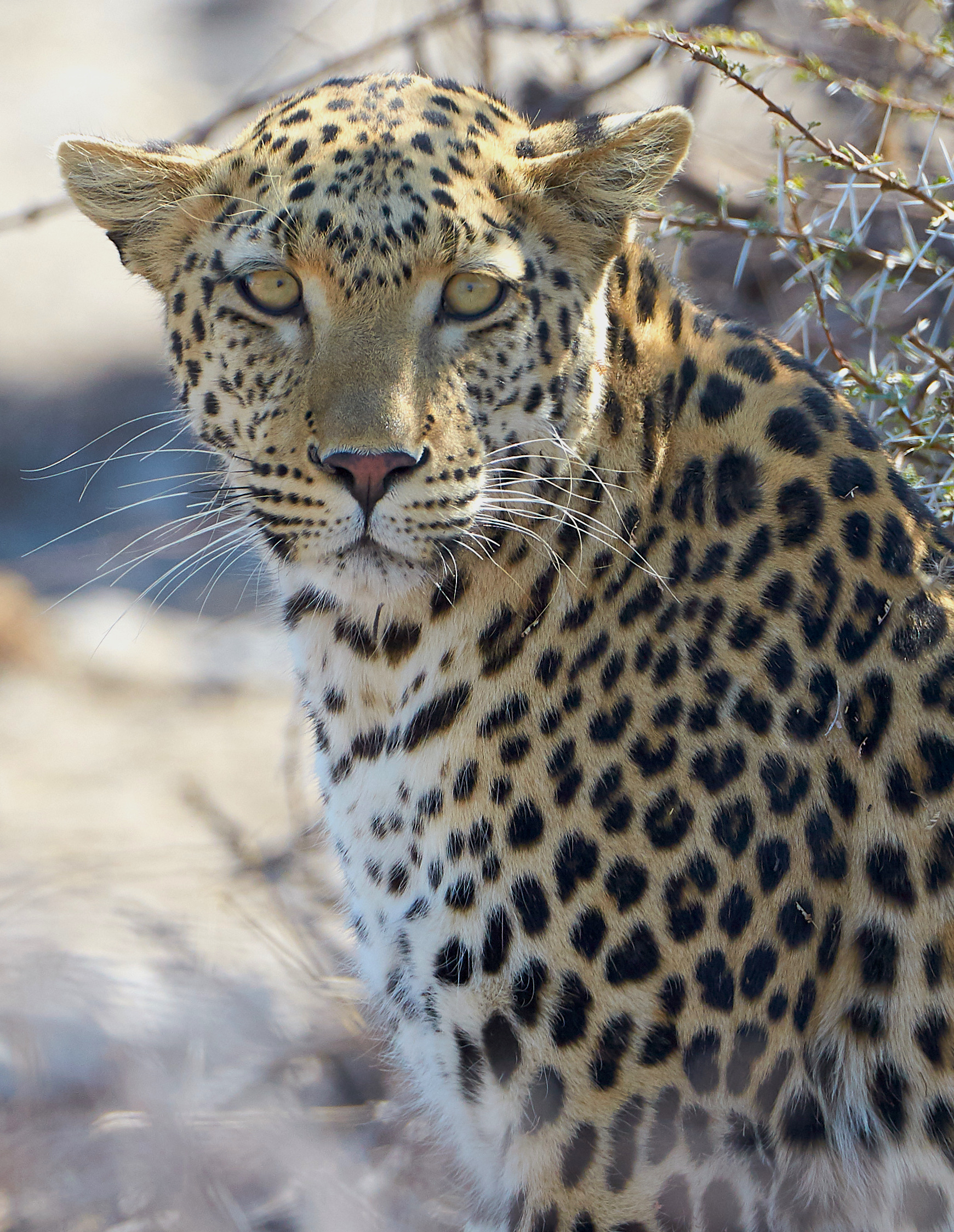
Léopard.

Quatre bestiaires, dont on connaît les noms (Spittara, Bullarius, Hillarinus, Mamertinus) sont en train de lutter contre des léopards dont a également le nom. Différentes phases de combat sont présentées : Spittara, qui porte des échasses, transperce un fauve appelé Victor. Bullarius, quant à lui, est aux prises avec Crispinus, secondé par Hilarius qui a mis hors de combat Luxurius, encore dressé sur ses pattes mais blessé grièvement. Mamertinus combat Romanus, qui est debout,. Les léopards sont représentés de façon réaliste, et la représentation est saisissante, comme la scène de Crispinus attaqué par les deux bestiaires et qui est « une réussite remarquable ».
Les bestiaires sont vêtus d'une tunique et d'un caleçon, sauf Spittara, qui est peut-être esclave selon Mohamed Yacoub ; ils ont en outre des bandages aux membres inférieurs. Ces personnages ont « des traits fortement individualisés ».
Le commanditaire qui prend en charge le spectacle s'appelle Magerius ; il est représenté au milieu des différentes scènes de combats entre hommes et animaux, vêtu de pourpre et qui porte un sceptre. La représentation du commanditaire est un peu lacunaire mais a pu être restituée.
La mosaïque représente deux divinités : Diane à gauche, dont le haut du carquois est visible et qui porte une tunique et une tige de millet ; Dionysos, presque nu, qui porte une hampe avec un croissant, le symbole de la sodalité des Telegenii.
Au milieu de la mosaïque est représenté un serviteur, aux cheveux longs et vêtu d'une riche tunique, avec un plateau et quatre sacs.

### Texte
Deux longs textes sont présents de part et d'autre du serviteur muni des bourses. Les noms des bestiaires et des léopards figurent sur la mosaïque, et on y trouve deux invocations à Magerius.
L'inscription de gauche annonce la fin du spectacle : des chasseurs sont figurés au moment où des léopards s'effondrent alors qu'un texte explique que le dernier moment du spectacle est celui du paiement des festivités. Un héraut demande 500 deniers par léopard. C'est un crieur public qui fait l'annonce.
Sur la droite, l'inscription indique que le peuple acclame Magerius. L'inscription expose la réponse de la foule au héraut et pousse Magerius à payer ; elle lui force la main et compare le spectacle à ceux donnés par les questeurs à Rome, pour le flatter. Magerius cède à la foule et paye, mais uniquement à la fin de la journée, en se faisant prier. Magerius débourse le double de la somme demandée, soit 4 000 deniers présentés sur quatre sacs, et se révèle un « évergète somptueux ». La foule acclame alors le généreux donateur,.
L'argent est versé aux Telegenii, « troupe de venatores » et groupe organisateur connu comme sodalité par d'autres documents, qui avaient pour symbole un croissant sur hampe figuré sur la mosaïque et pour divinité protectrice Dionysos.

## Interprétation

### Témoin des goûts des classes dominantes
L'artiste est appartient au « grand courant expressionniste du IIIe siècle ».
La mosaïque porte témoignage des « goûts et [des] préoccupations de la bourgeoisie africaine », et son goût pour des représentations de scènes de la vie quotidienne. Les loisirs et les occupations des élites africaines sont désormais relatés dans la mosaïque.
Le spectacle est l'occasion pour Magerius de se faire représenter sur la mosaïque, et se mêlent dans l'œuvre « le sacré et le profane » : Magerius souhaite avoir la faveur des divinités et rappeler sa générosité. Certains membres des classes dominantes ont préféré des représentations d'actions davantage nobles, comme la chasse, la gestion de leur domaine ou d'autres loisirs.

### Témoin de l'évergétisme d'un membre de l'élite locale
La mosaïque est destinée à orner la demeure de Magerius et donc à perpétuer le souvenir de cette action d'évergétisme,.
Cet évergétisme témoigne en quelque sorte d'une imitation de ce qui se passe à Rome dans la procédure des jeux questoriens, une situation d'« évergétisme municipal ».

### Témoin du rôle de sodalités dans la vie quotidienne
Un certain nombre d'autres sodalités exerçaient leur activité dans l'Afrique romaine, avec des emblèmes et des divinités tutélaires diverses. Six d'entre elles sont citées, outre les Telegenii, par Azedine Beschaouch dans son article de 1977. Les sodalités connues s'appelaient Telegenii, Pentasii ou Tauricei et jouaient un rôle économique.
Les sodalités avaient une organisation complexe. Outre le rôle d'organisateur de spectacles, elles pouvaient orchestrer des obsèques et avoir un rôle économique non négligeable, dont celui d'exportateur d'huile d'olive, voire d'armateur, et donc des activités lucratives.

#### Ouvrages généraux
- Azedine Beschaouch, « Nouvelles observations sur les sodalités africaines », CRAI, vol. 129, no 3,‎ 1985, p. 453-475 (lire en ligne). .
- Azedine Beschaouch, « Nouvelles recherches sur les sodalités de l'Afrique romaine », CRAI, vol. 121, no 3,‎ 1977, p. 486-503 (lire en ligne). .
- Hédi Slim, Ammar Mahjoubi, Khaled Belkhodja et Abdelmajid Ennabli, Histoire générale de la Tunisie, vol. I : L'Antiquité, Paris, Maisonneuve et Larose, 2003, 460 p. (ISBN 978-2-706-81695-6). .
- Hédi Slim et Nicolas Fauqué, La Tunisie antique : de Hannibal à saint Augustin, Paris, Mengès, 2001, 259 p. (ISBN 978-2-856-20421-4). .
- Mohamed Yacoub, Splendeurs des mosaïques de Tunisie, Tunis, Agence nationale du patrimoine, 1995, 421 p. (ISBN 9973917235). .

#### Travaux sur la mosaïque
- Azedine Beschaouch, « La mosaïque de chasse à l'amphithéâtre découverte à Smirat en Tunisie », CRAI, vol. 110, no 1,‎ 1966, p. 134-157 (lire en ligne). .